# Freetown
Freetown je glavno mesto Sierre Leone in s skoraj milijonom prebivalcev (po oceni leta 2011) največje mesto v tej zahodnoafriški državi. Stoji v delti Sierra Leone, ki je eno največjih naravnih pristanišč na svetu; pristaniška dejavnost ima najpomembnejšo vlogo v mestnem gospodarstvu in Freetown je osrednja točka za izvoz kmetijskih pridelkov, med katerimi prevladujejo palmovo olje, kakav, kava, ingver ter plodovi kole, sicer pa industrija ni zelo razvita. Iz zgodovinskih razlogov je prebivalstvo etnično mešano, v vsakdanji rabi zato prevladuje oblika kreolščine, imenovana krio.
Zaradi močnega kolonialnega vpliva Zahoda in omikanosti je imel Freetown v 19. stoletju vzdevek »Atene Zahodne Afrike«, leta 1999 pa je postal prizorišče hudih spopadov med vladnimi silami in uporniki med državljansko vojno v Sierri Leone, v katerih je bil v veliki meri porušen.

## Zgodovina
Območje, kjer zdaj stoji Freetown, je bilo znano Evropejcem kot dobra točka za postanke in nabiranje zalog že od odprav pomorščaka Francisa Drakea v 16. stoletju. Naselje je nastalo konec 18. stoletja za naseljevanje osvobojenih črnskih sužnjev, po čemer je dobil tudi ime (dobesedno »Svobodno mesto«). Britanski abolicionist Granville Sharp je na tem območju leta 1787 naselil 400 črncev, ki pa so se zapletli v konflikt z lokalnim vladarjem in prvo naselje je propadlo. Leta 1792 je prišel drugi val, kar štejemo za ustanovitev Freetowna. Sharpovo podjetje Sierra Leone Company je sodelovalo s skandinavskima abolicionistoma Carlom Wadströmom in Andersom Johansenom pri gradnji naselja in kmalu so tu začeli naseljevati nekdanje sužnje z različnih delov Imperija. Kljub nadaljnjim težavam, med katerimi je bil tudi napad francoske mornarice, ki je uničil vse do tedaj zgrajeno, je Freetown rasel in leta 1797 dobil Kraljevo ustanovno listino.
Leta 1807 je britanska vlada prepovedala trgovino s sužnji in izbrala Freetown za oporišče v boju proti tej dejavnosti. Naslednje leto je postal Freetown z ostankom polotoka britanska kolonija. V mestu so vzpostavili viceadmiralsko sodišče, ki je sodilo kapitanom ladij, ki so prevažale sužnje in jih je zajela britanska mornarica, ujetnike z ladij pa so naselili. V drugi polovici 19. stoletja je postal kraj znan kot izobraževalno središče, tu je bila ustanovljena vrsta šol, ki so pritegnile tudi prebivalce sosednjih regij. Svetovljanski ugled mesta je skozi desetletja vodil do globokega razkoraka s preostankom države, ki je občuten še danes.
Med prvo in drugo svetovno vojno je bilo pristanišče v Freetownu pomembna baza Kraljeve vojne mornarice. Svoj pomen kot administrativno in gospodarsko središče je mesto obdržalo tudi po osamosvojitvi Sierre Leone leta 1961. Leta 1991 pa se je pričela dolgotrajna državljanska vojna, ki je v razmeroma varno urbano okolje prignala večje število beguncev s podeželja in premešala tradicionalne soseske. Januarja 1999 pa so pripadniki Revolucionarne združene fronte vdrli tudi v Freetown. V bojih, ki so sledili, so bile porušene številne zgradbe iz viktorijanske dobe.